# 달려라 고등어
《달려라! 고등어》는 2007년 5월 12일부터 2007년 6월 30일까지 총 8회가 방송되었던 SBS의 주간시트콤이다. 시트콤에 만화적 기법을 가미한 ‘달려라! 고등어’는 문제학생이 세상과 부딪치면서 건강하게 성장해 나가는 24부작 청소년 성장드라마로 기획됐지만 방송 6회까지 평균 시청률 3~4%에 그친 점과(이전 프로그램인 '헤이헤이헤이 시즌 2' 재방송보다 시청률이 나오지 않음) 방송사와 제작사간의 저작권과 관련된 마찰이 일어나는 초유의 사태로 인해 8회만에 중도 종영되었다.
이 드라마에는 《꽃보다 남자》의 이민호와 영화 《과속스캔들》로 이름을 알린 박보영의 출연작으로 알려져 종영 후에 다시 인기를 끌자 tvN에서 판권을 인수해 2009년 2월 28일부터 재방송 되기도 했다.

## 등장 인물
- 이민호 : 차공찬 역
- 문채원 : 민윤서 역
- 권율 : 백헌 역
- 정윤조 : 윤새미 역
- 박보영 : 심청아 역
- 장태훈 : 고봉태 역
- 고규필 : 장동건 역
- 이병준 : 마도식 역
- 유혜리 : 허영숙 역
- 이경진 : 이금자 역
- 김주영 : 고귀동 역
- 나석민
- 김국빈
- 민지현
- 강현정 : 경화 역
- 왕시명
- 김신